# Ljubljana Jože Pučnik Lufthavn
Ljubljana Jože Pučnik Lufthavn (slovensk: Letališče Jožeta Pučnika Ljubljana) (IATA: LJU, ICAO: LJLJ), også kendt under sit tidligere navn Brnik Lufthavn (slovensk: Letališče Brnik), er en international lufthavn i Sloveniens hovedstad Ljubljana og den største lufthavn i Slovenien. Den ligger nær byen Brnik, 24 km nordvest for Ljubljana og 9.5 km øst for Kranj, ved foden af Kamnik–Savinjaalperne.